# Amy Sherman-Palladino
Amy Sherman-Palladino (Los Angeles, 17 gennaio 1966) è una sceneggiatrice, regista e produttrice televisiva statunitense.
Amy è stata fra gli autori della sitcom Pappa e ciccia (Roseanne, 1988-97), ma è soprattutto nota, insieme al marito Daniel Palladino (I Griffin) come creatrice della serie Una mamma per amica (Gilmore Girls) e La fantastica signora Maisel.

## Biografia
Amy ha cominciato la sua carriera da sceneggiatrice nel 1990 durante la terza stagione della serie televisiva Pappa e ciccia. Fu candidata per un Emmy per la sceneggiatura di un episodio dello show.
Amy lasciò lo show nel 1994 alla fine della sesta stagione e lavorò a molti altri progetti compreso un pilota bocciato (Love and Marriage) e curò la sceneggiatura di diversi episodi della sitcom della NBC L'atelier di Veronica ("Veronica's Closet").
A partire dal 2000, Amy è stata creatrice e produttrice esecutiva della serie televisiva Una mamma per amica (Gilmore Girls) andata in onda inizialmente sul canale The WB ed in seguito su The CW. Il 20 aprile 2006, venne annunciato che Amy e il marito, Daniel Palladino non avevano raggiunto un accordo con The CW per il rinnovo del contratto. Come risultato, i Palladino lasciarono la produzione della serie televisiva Una mamma per amica. Lo sceneggiatore e produttore David S. Rosenthal li sostituì. La coppia venne intervistata su TV Guide dal critico Michael Ausiello dove spiegò le ragioni dell'abbandono dello show:
(Amy e Daniel Palladino)
L'11 agosto 2006 The Hollywood Reporter annunciò che la Fox Broadcasting Company aveva in programma un pilot per una nuova commedia di Amy. La commedia parlava di due sorelle che si rincontrano dopo molti anni quando una delle due accettava di adottare il bambino dell'altra. Amy avrebbe dovuto essere scrittrice, produttrice e regista del pilot. Nel dicembre dello stesso allo, Amy rivelò allo Hollywood Radio & Television Society il titolo del nuovo show: The Return of Jezebel James. La serie, che vedeva protagonista l'attrice Parker Posey, ha debuttato il 14 marzo 2008 sul canale Fox. Il 24 marzo 2008, dopo soli tre episodi mandati in onda, lo show è stato cancellato. Gli altri quattro episodi girati sono stati distribuiti il 6 maggio 2008 su iTunes.
ABC Family ha trasmesso un'altra serie di Sherman-Palladino, ovvero Bunheads, a partire dall'11 giugno 2012. Il 22 luglio 2013 è stato confermato che la serie non sarebbe stat rinnovata per una seconda stagione.
Nell'ottobre del 2015, TVLine ha diffuso la notizia di un accordo tra Netflix e Warner Bros. per la realizzazione di una miniserie di quattro puntate da 90 minuti l'una come continuazione della serie Una Mamma Per Amica e che a curare gli episodi sarebbe stata proprio Amy Sherman-Palladino. La miniserie Una mamma per amica: Di nuovo insieme è stata resa disponibile su Netflix il 25 novembre 2016.
Nel giugno 2016, Amazon ha ordinato un episodio pilota di un'ora per la serie curata della stessa Palladino intitolata La fantastica signora Maisel. L'episodio pilota è stato reso disponibile su Amazon Prime Video il 17 marzo 2017. A seguito del successo ottenuto, il 10 aprile 2017 la serie ha visto ordinate ben due stagioni. La serie ha vinto diversi premi, in particolare la stessa Palladino ha vinto ai Primetime Emmy Awards i premi per la Outstanding Writing for a Comedy Series e per la Outstanding Directing for a Comedy Series, e la serie nel complesso ha trionfato nella categoria Outstanding Comedy Series. In seguito al successo ottenuto, la serie è proseguita per cinque stagioni.

## Filmografia

### Produttrice
- Pappa e ciccia (Roseanne) - serie TV, 37 episodi (1993-1994)
- Can't Hurry Love - serie TV, 18 episodi (1995-1996)
- Love and Marriage - serie TV (1996)
- Over the Top - serie TV, 12 episodi (1997)
- L'atelier di Veronica (Veronica's Closet) - serie TV, 21 episodi (1998-1999)
- Una mamma per amica (Gilmore Girls) - serie TV, 145 episodi (2000-2016)
- The Return of Jezebel James - serie TV, 7 episodi (2008)
- A passo di danza (Bunheads) - serie TV, 18 episodi (2012-2013)
- La fantastica signora Maisel (The Marvelous Mrs. Maisel) - serie TV, 43 episodi (2017-2023)
- Étoile - serie TV, 8 episodi (2025)

### Sceneggiatrice
- City - serie TV, episodio 1x13 (1990)
- Pappa e ciccia (Roseanne) - serie TV, 13 episodi (1990-1994)
- Can't Hurry Love - serie TV, 3 episodi (1995)
- Love and Marriage - serie TV, 8 episodi (1996)
- Over the Top - serie TV, episodio 1x07 (1997)
- L'atelier di Veronica (Veronica's Closet) - serie TV, 3 episodi (1998-1999)
- Una mamma per amica (Gilmore Girls) - serie TV, 158 episodi (2000-2016)
- The Return of Jezebel James - serie TV, 7 episodi (2008)
- A passo di danza (Bunheads) - serie TV, 18 episodi (2012-2013)
- La fantastica signora Maisel (The Marvelous Mrs. Maisel) - serie TV, 43 episodi (2017-2023)
- Étoile - serie TV, 5 episodi (2025)

### Regista
- Una mamma per amica (Gilmore Girls) - serie TV, 17 episodi (2000-2016)
- The Return of Jezebel James - serie TV, 2 episodi (2008)
- A passo di danza (Bunheads) - serie TV, 5 episodi (2012-2013)
- La fantastica signora Maisel (The Marvelous Mrs. Maisel) - serie TV, 21 episodi (2017-2023)
- Étoile - serie TV, 3 episodi (2025)